# South Ham
South Ham – dzielnica miasta Basingstoke, w Anglii, w Hampshire, w dystrykcie Basingstoke and Deane. W 2011 roku dzielnica liczyła 8693 mieszkańców.